# Helcogrammoides antarcticus
Helcogrammoides antarcticus és una espècie de peix de la família dels tripterígids i de l'ordre dels perciformes.

## Morfologia
- Els mascles poden assolir 5,9 cm de longitud total.[3][4]

## Hàbitat
És un peix marí, de clima polar i demersal.

## Distribució geogràfica
Es troba a l'oceà Antàrtic.

## Observacions
És inofensiu per als humans.